# 朝倉世界一
朝倉 世界一（あさくら せかいいち、本名：朝倉洋一 、1965年3月24日 - ）は、日本の漫画家、イラストレーター。東京都出身。日本漫画家協会会員。

## 概要
ペンネームは、吉田戦車の友達につけてもらっている。1988年（昭和63年）、コバルト社の成人向け雑誌『裏マガジン』にて「裏ビデの星」で漫画家としてデビュー。以降青年誌などでショートギャグ漫画や4コマ漫画などの執筆を中心とした活動を行っている。また書籍やCDジャケットなどのイラストカットの仕事もしている。
『フラン県こわい城』や『地獄のサラミちゃん』などに代表されるように、どの作品も線画を多用した脱力気味な絵柄が特徴である。
近年では安齋肇やしりあがり寿などらとグループ展などのイベントや、そのグループ展メンバーで結成されたOBANDOSでのライブ活動、個展などマルチに活動している。

## 作品リスト

### 主な作品リスト
- 『山田タコ丸くん』（漫画アクション、双葉社）全3巻

1. ISBN 9784575932317（1990年12月）
2. ISBN 9784575932768（1991年12月）
3. ISBN 9784575933109（1992年9月）

- 『おさるでグラッチェ』（まんがくらぶ、竹書房）全1巻 
  1. ISBN 9784884756062（1992年9月）
- 『アポロ』（漫画アクション、双葉社）全1巻
  - ISBN 9784575933116（1992年9月）
  - ISBN 4-87257-251-3（2001年3月）新装版（Cue comics、イースト・プレス）
- 『幸福の毛』（JICC出版局）全1巻　※初期作品短編集
  - ISBN 9784796604970（1992年10月）
- 『フラン県こわい城』（漫画アクション、双葉社）　全2巻

1. ISBN 9784575934151（1995年9月）
2. ISBN 9784575934762（1996年11月）

　　　　　※2003年にはエンターブレインより未収録作品を収録した完全版が全3巻にて発行された。
- 『地獄のサラミちゃん』（CUTiE Comic、宝島社→Zipper comic、祥伝社）　全2巻

1. ISBN 9784796619653（2000年9月）
2. ISBN 9784796623384（2001年7月）

　　　　　※2004年に祥伝社より文庫版発行。
- 『ひみつのクローバーちゃん』（双葉社Webマガジン、双葉社）　全1巻
  - ISBN 9784575939699（2005年10月）

　　　　　※aikoの2003年のツアーパンフレットには特別番外編が掲載されている。
- 『月は何でも知っているかも』（エンターブレイン）全1巻　※短編集
  - ISBN 9784757740990（2008年4月）
- 『鉄本』（講談社）全1巻　※けらえいこ、吉田戦車らとの鉄道のアンソロジーコミック。
- 『デボネア・ドライブ』（コミックビーム、エンターブレイン）全3巻
- 『春山町サーバンツ』（コミックビーム、エンターブレイン）　全4巻
  1. ISBN 9784047281431（2012年6月）
- 『そよそよ。』（cocohana、集英社）　全2巻

1. ISBN 9784087824711（2012年9月）※第1巻にはコーラスで掲載された「ブロウガンズ」「谷村くんと鬼灯くん」も収録。
2. ISBN 9784087827088（2013年8月）

- 『はなうた散歩道』（エンターブレイン）　全1巻
- 『おれは たーさん』（エンターブレイン）　全2巻
- 『モリロクちゃん～森さんちの六つ子ちゃん～』（講談社）　全3巻

### イラスト等担当作品リスト
- カルビー
  - さやえんどう（1994年）キャラクターデザイン
  - じゃがりこチーズ 踏切編（2003年）※CM用イラスト
- win a sheep free（アコースティック・ギター・バンド）- イラスト
  - 3 songs e.p.（2004年）※1st Singleジャケット。
  - with little songs（2004年）※2nd Singleジャケット。
  - small rainbow meets rain drops（2004年）※1st Albumジャケット
- 『がんばりましょうよ』（進研ゼミ）（1995年4月 - 1996年2月）※高一Challenge連載。パンチ探偵事務所の三人が難事件や依頼解決に挑む4コママンガ。
- 『中学生まんが家のフクダタローくん』（進研ゼミ、2011年中3マイスタイル4月号 - ）
- 『ココロをいやす心理ゲーム』（アスキー）著者：富田隆　ISBN 9784757200234（1998年3月）
- 『失敗しないビジネスEメール』（メディアワークス）著者：Eメール生活向上委員会　ISBN 9784840218108（2001年3月）
- 『石川くん』（朝日出版社）著者：枡野浩一　ISBN 9784255001234（2001年11月）※2007年に集英社から文庫版発売。
- 『最新 業界勢力マップ』（ダイヤモンド社）著者：オバタカズユキ　ISBN 9784478312179（2005年7月）※カットの一部。
- 『世にも不思議な中国人』（ワニブックス）著者：五十嵐らん　ISBN 9784847016523（2006年2月）
- 『「人」を食う中国人 割を食う日本人』（ワニブックス）著者：五十嵐らん　ISBN 9784847017124（2007年3月）
- 『「結婚式教会」の誕生』（春秋社）著者：五十嵐太郎　ISBN 9784393332696（2007年8月）
- 『ダーウィン・アワード』（アスペクト）著者：ウェンディー・ノースカット　ISBN 9784757214309（2007年11月）
- 『血液型ラブジャッジ』（竹書房）監修：能見俊賢　ISBN 9784812434680（2008年5月）
- 『マイルール 自立のすすめ』（毎日新聞社）著者：辰巳渚　ISBN 978-4-620-31914-8（2008年11月）
  - 『こういうときどうするんだっけ』　ISBN 978-4-620-32023-6 （2010年10月）
  - 『わたしがおとなになったら』　ISBN 978-4-620-32097-7 （2012年1月）
  - 『もっと こういうときどうするんだっけ』　ISBN 978-4-620-32175-2（2013年2月）
- 『メイドイン俺』（2009年4月）※任天堂のコンピュータゲームソフト。サンプルとして収録された4コママンガの一部を担当。
- 『UNICORN TOUR 2009 WAKE OF THE LABOR GAME BOOK 7』（2009年）※UNICORNのツアーパンフレットに4コママンガ4話掲載。
- 『NAVIの世界の失踪者～ト書きのヒトビト～』（2009年10月）※劇団「架空畳」公演の舞台フライヤーイラスト。
- 『一番売れてる株の雑誌ZAiが作った!チャートで稼ぐ「株」入門!』（ダイヤモンド社）著者：ワタナベくん　ISBN 978-4-478-01268-0（2010年3月）
- 『夫婦で年収600万円をめざす! 二人で時代を生き抜くお金管理術』（ディスカヴァー・トゥエンティワン）著者：花輪陽子　ISBN 9784887598164（2010年6月）
- 『薔薇とダイアモンド』（2011年9月）※劇団「架空畳」第13回公演の舞台フライヤーイラスト。
- 『甘え子ちゃん太郎』（2011年10月）※劇団「FUKAIPRODUCE羽衣」第13回公演の舞台フライヤーイラスト。
- 『ソニーのふり見て、我がふり直せ。ブランドで稼ぐ勘と感』（ソル・メディア）著者：山口誠志、河野透　ISBN 978-4905349082 （2012年2月）
- 『ひよこちゃんとねこ』（2017年6月、日清食品チキンラーメンときよらグルメ仕立てのコラボによるWEB限定CM、後半の物語の作画を担当）

## 主なイベント出演等リスト
- 秋の宿題工作展（2003年）※安斎肇、しりあがり寿、白根ゆたんぽらとのグループ展。「○○の工作展」などと題して毎回ほぼ同じメンバーで不定期に行なわれている。
- クリスマスの宿題工作展（2005年）
- 秋の工作展まつり 輪ゴムの射的店（2007年）
- 工作展 IN 京都（2008年）
- 夏の宿題工作展「新楽器～We are the Obandos」（2008年）※この工作展参加のメンバーで結成されたバンド「OBANDS（オバンドス）」によって、以後各地で不定期にライブを開催。
- 第一回ギャグ漫画家大喜利バトル（2008年7月）※おおひなたごう主催の大喜利企画。
- トランスポップギャラリー presents 工作展LIVE 「オバンドスナイト/OBANDOS Night （in Kyoto）」（2008年9月）
- OBANDOS NIGHT in Tokyo（2008年11月）
- 朝倉世界一まんが博（2009年1-2月）※自身初の個展。
- 第二回ギャグ漫画家大喜利バトル（2009年7月）
- SUMMER SONIC 09（2009年8月）※OBANDOSとして出演。
- 服部緑地 Rainbow Hill 2009（2009年10月）
- オバンドス凱旋展（2009年10-11月）
- 朝倉世界一展 NO COMIC,NO LIFE.（2009年12月-10年1月）※第二回個展。
- 東海道工作展（2010年9-10月）
- デボネア・ドライブ展（2011年10月）